# Drjanovo (distrikt)
Drjanovo (bulgariska: Дряново) är ett distrikt i Bulgarien.   Det ligger i kommunen Obsjtina Lăki och regionen Plovdiv, i den centrala delen av landet, 160 km sydost om huvudstaden Sofia.
I omgivningarna runt Drjanovo växer i huvudsak blandskog. Runt Drjanovo är det glesbefolkat, med 14 invånare per kvadratkilometer.